# Las metamorfosis (Apuleyo)
Las metamorfosis de Apuleyo —que, según Agustín de Hipona, se conocía como El asno de oro (Asinus aureus)— es la única novela latina completa que se ha podido hallar. Fue escrita en el siglo II d. C., y era una adaptación de un original griego, cuyo autor fue posiblemente Lucio de Patras (si es que ese nombre no deriva simplemente del personaje principal y narrador de la obra). El texto griego se perdió, pero existe Λούκιος ἢ ὄνος (Lucio o el Asno), historia similar de autor desconocido que probablemente sea una abreviación o epítome del texto de Lucio de Patras, en la Antigüedad erróneamente atribuida a Luciano de Samosata, contemporáneo de Apuleyo.

## Novela picaresca
Es una obra imaginativa, irreverente y entretenida que consigna las ridículas aventuras de Lucio, joven viril obsesionado con la magia. Encontrándose en Tesalia, “cuna de la magia”, Lucio busca fervientemente la oportunidad de ser testigo del uso de la magia. Su entusiasmo desmedido lo lleva a verse transformado accidentalmente en asno. Bajo esta forma, Lucio, miembro de la aristocracia romana, se ve forzado a ser testigo y víctima de las miserias de los esclavos y desposeídos, reducidos —al igual que él— a poco más que bestias de carga debido a su explotación a manos de ricos terratenientes.
El asno de oro es la única obra de literatura greco-romana antigua en examinar de primera mano la terrible condición de las clases bajas. Sin embargo, a pesar de la seriedad del tema que aborda, la novela no deja de ser imaginativa, ingeniosa, y a menudo sexualmente explícita.
Su texto prefigura el género de la novela picaresca por episodios, cultivado por Quevedo, Rabelais, Boccaccio, Voltaire, Defoe y muchos otros.

## Historia y estilo
En la historia principal se insertan varias narraciones divertidas, muchas de las cuales parecen estar basadas en relatos folclóricos, y que incluyen los tópicos comunes de esposas adúlteras y amantes sagaces, además de las transformaciones mágicas que caracterizan a la novela. La más extensa de éstas es la historia de Cupido (Eros) y Psique, que encontramos aquí por primera vez en la literatura occidental.
El estilo de Apuleyo es tan ameno como sus historias, pues a pesar de no ser romano de nacimiento, fue un maestro de la prosa latina capaz de jugar con el ritmo y la rima del idioma como si fuera el propio. 
En el último capítulo el estilo cambia abruptamente. En su desesperación, Lucio solicita ayuda divina y es escuchado por la diosa Isis. Con su ayuda logra volver a su forma humana, para luego transformarse en un iniciado y dedicar su vida a los misterios y el culto de Isis y Osiris. El humor de los capítulos anteriores da paso a un estilo igualmente poderoso y casi poético que retrata las experiencias religiosas de Lucio. El significado de este capítulo aún da lugar a debates sobre sus posibles significados en relación con la totalidad de la novela. El libro puede considerarse como un testamento al estilo de Isaías. Los primeros diez capítulos están llenos de complicaciones y placeres de esclavos; pero solo en el último, al descubrir la religión, el protagonista logra encontrar el placer divino y desecha los placeres de la carne. La novela también puede ser vista como una autobiografía, cuya culminación serían las experiencias religiosas del autor. También podría tratarse completamente de una sátira, cuyo capítulo final sería una crítica despiadada a la religión.
En el siglo XX, Thomas Edward Lawrence llevó en su equipaje una copia de El asno de oro durante toda la Revuelta Árabe. Fue él quien dio a conocer el libro a Robert Graves, que sería después traductor de la obra.

## Adaptaciones
- En 1517, Nicolás Maquiavelo escribió su propia versión: un poema en terza rima.

- En 1976, en la Unión Soviética, los estudios estonios Tallinfilm (Таллинфильм) llevaron a cabo una película de animación dirigida por Élbert Tugánov (Эльберт Туганов): Золотой осёл (El asno de oro).[1]

- En 1999, Milo Manara publicó una versión en historieta gráfica: La metamorfosis de Lucio o El asno de oro (L'asino d'oro).

- En el año 2002, en el teatro que se llamó The Globe y, a partir de su reapertura en 1997, Shakespeare's Globe Theatre, se ensayó por primera vez el drama basado en la novela de Apuleyo El asno dorado o el hombre curioso, escrito por Meter Oswald, con Mark Rylance (n. 1960) en el papel de Lucio.

- En la misma temporada se puso en escena El sueño de una noche de verano, lo que demostró las conexiones entre las obras, y cómo William Shakespeare utilizaba la literatura antigua como fuente de su comedia (en la que Bottom es transformado accidentalmente en asno).

## Ediciones en castellano
- Amor y psique. Epílogo Antonio Betancor, traducción Alejandro Coroleu, colección Ars brevis 5 (Cuarta edición). Vilaür: Ediciones Atalanta. 2022. ISBN 978-84-942276-8-4.
- Las Metamorfosis o El Asno de Oro. Obra completa. Introducción, texto latino, traducción y notas de Juan Martos. Madrid: Consejo Superior de Investigaciones Científicas. 2003. ISBN 9788400081874.

1. Volumen 1: capítulos I-III. ISBN 9788400081881.
2. Volumen 2: capítulos IV-XI. ISBN 9788400081898.

- El asno de oro. Introducción, traducción y notas de Lisardo Rubio Fernández. Madrid: Editorial Gredos. 1978/1995 [1.ª edición, 3.ª impresión]. ISBN 84-249-3509-8.